# Lacrimas Profundere
Lacrimas Profundere est un groupe de metal gothique/rock gothique allemand, originaire de Waging am See, Traunstein, en Bavière.

## Biographie

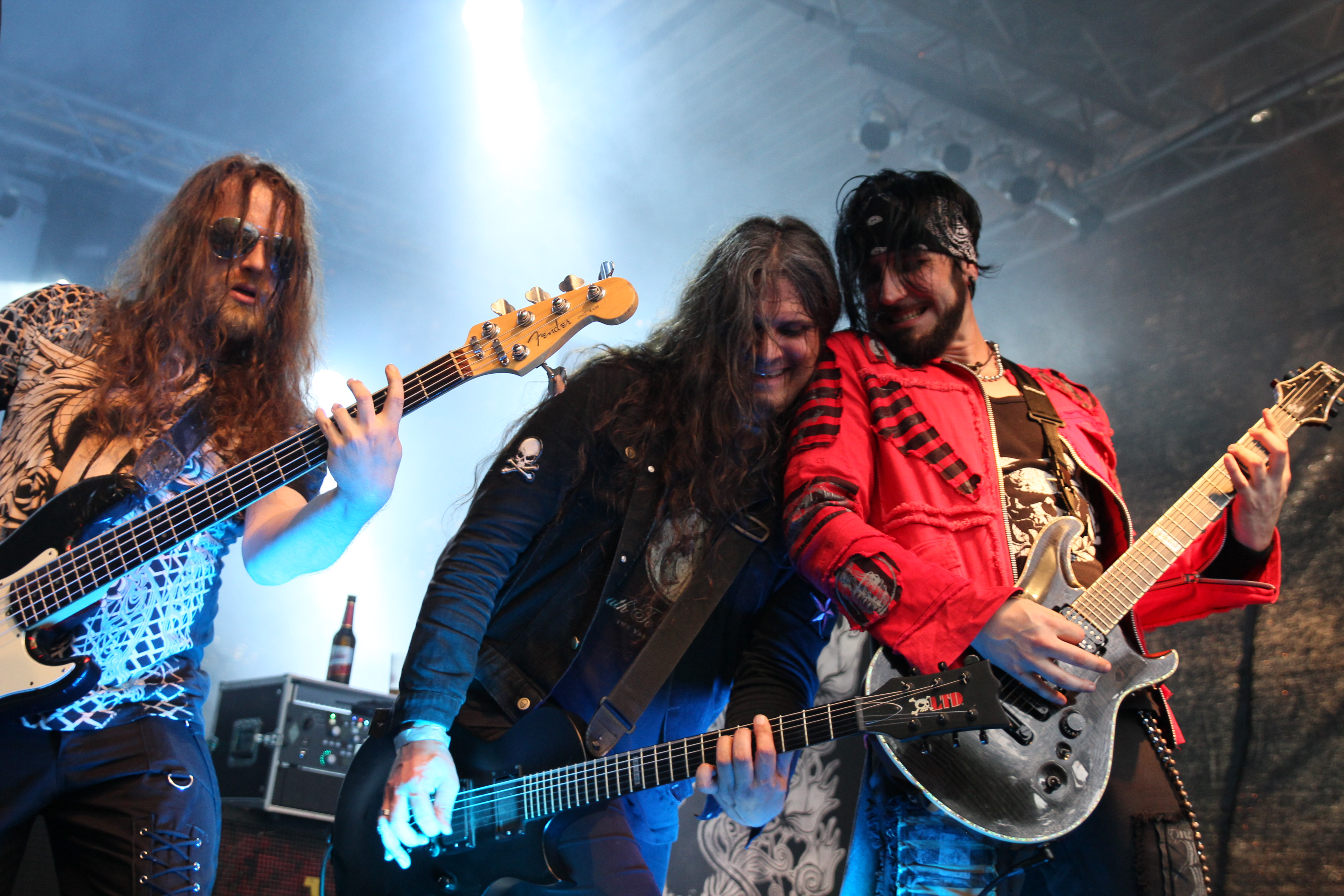
Lacrimas Profundere au Nocturnal Culture Night Festival, en 2014.

Lacrimas Profundere est formé en 1993 par le guitariste Oliver Schmid, initialement sous le nom de Dark Eternity. À l'origine le groupe était plutôt orienté par le death et doom metal, leur marque de fabrique était l'utilisation d'une voix féminine et quelques éléments de musique classique. Après avoir changé de nom la même année, et avec l'arrivée de la chanteuse Anja Hötzendorfer, ils attirent suffisamment d'attention sur eux, et peuvent sortir leur premier album intitulé ...and the Wings Embraced Us, en 1995. Il est suivi en 1997 par un deuxième album, intitulé La Naissance d'un rêve. Après ces deux albums, le groupe signe avec la maison de disques Napalm Records, pour un total de cinq albums. Une harpiste est ajoutée au groupe initial, puis ils enregistrent l'album Memorandum en 1999.
Burning: a Wish, publié en 2001, est le premier album de Lacrimas Profundere à connaître un engouement par la presse internationale. Cet album avait pour caractéristique la suppression des éléments de musique classique, et l'ajout pour la première fois d'une voix baryton provenant du frère d'Oliver, Christopher Schmid. C'est ainsi que leur première tournée internationale s'est déroulée, incluant des pays de l'Europe ainsi que l'Amérique latine. L'album Fall, I Will Follow est sorti en 2002. En mai 2004, ils signent un contrat de distribution avec Brainstorm Music Publishing, et prévoient la sortie de l'album Ave End en juin.
En avril 2005, ils se séparent du guitariste Christian Freitsmiedl après leur tournée allemande avec The 69 Eyes, qui est remplacé par Tony Berger. Ils sortent l'album Filthy Notes For Frozen Hearts en 2006. En avril 2007, leur chanteur, Christopher Schmid, quitte le groupe pour des « raisons personnelles ». Ils parcourent l'Europe en 2007, en première partie du groupe Apocalyptica. En 2008, le groupe publie l'album Songs from the Last View.
Leur nouvel album, The Grandiose Nowhere, est prévu pour avril 2010. Le premier single sera The Letter. En juin 2010, ils prévoient une tournée américaine entre le 22 et le 28 octobre 2010. En mars 2013, le groupe signe de nouveau à Napalm Records et prévoit un nouvel album pour mai la même année. Il sort leur nouvel album, Antiadore. En 2014, ils participent au Wacken Open Air et au M’era Luna Festival. Trois ans après Antiadore, Lacrimas Profundere annonce avoir signé au label Oblivion/SPV et la publication prochaine d'un album-concept intitulé Hope is Here le 12 août 2016.
Ils se séparent en 2018 du chanteur Roberto Vitacca. Lacrimas Profundere recrute par la suite Julian Larre, membre du groupe finlandais Lessdmv.

## Membres

### Membres actuels
- Julian Larre - vocals
- Oliver Nikolas Schmid - guitars, keyboard
- Dominik Scholz - drums
- Ilker Ersin - bass

### Anciens membres

#### Chant
- Christopher Schmid (1993-2007)
- Roberto Vitacca (2007-2018)

#### Guitare
- Marco Praschberger (1997-2002)
- Christian Freitsmiedl (2002-2005)
- Stefan Randelshofer (1996)
- Manuel Ehrlich (Seraph (Ger)) (1995)
- Ryan Gabriel Short (session)
- Tony Berger (2005-2018)

#### Bass
- Markus Lapper
- Rico Galvagno (ex-Darkseed)
- Daniel Lechner
- Peter Kafka

#### Batterie
- Willi Wurm (ex-Darkseed)
- Christian Greisberger
- Stefan Eireiner
- Lorenz Gehmacher
- Kevin Sumner
- Korl Fuhrmann

#### Autres
- Rob Vitacca - add. vocals, add.acoustic guitar
- Christopher Schmid - add. vocals
- Christian Steiner - keyboards
- Anja Hötzendorfer - violin, backing vocals
- Ursula Schmidhammer - harp
- Eva Stöger - flute, keyboards
- Roberto Vitacca - add.keyboards

### Extra
- Tony Cheirichetti
- Alexandra Diehl

## Discographie
- 1995 : ...and the Wings Embraced Us
- 1997 : La Naissance d'un rêve
- 1997 : The Crown of Leaving (EP)
- 1998 : The Embrace and the Eclipse (EP)
- 1999 : Memorandum
- 2001 : Burning: a Wish
- 2002 : Fall, I Will Follow
- 2004 : Ave End
- 2006 : Again It's Over (EP)
- 2006 : Filthy Notes for Frozen Hearts
- 2008 : Songs For The Last View
- 2010 : The Grandiose Nowhere
- 2013 : Antiadore
- 2016 : Hope is Here
- 2019 : Bledding the Stars